# Julian Casablancas
Pour les articles homonymes, voir Casablancas.
Julian Fernando Casablancas, né le 23 août 1978 à New York, est un chanteur, compositeur et musicien américain, créateur et membre du groupe de rock The Strokes.
En 2009, il se lance dans une carrière solo pendant la pause de son groupe et sort l'album Phrazes for the Young. La même année, il fonde la maison de disques indépendante Cult Records.
Casablancas collabore ensuite avec un second groupe : The Voidz, qui sort l'album Tyranny en 2014, suivi de Virtue en 2018 et Like All Before You en 2024.

## Jeunesse
Julian Casablancas est le fils de John Casablancas (fondateur de l'agence de mannequins Elite) et de Jeanette Christiansen (une mannequin danoise élue Miss Danemark en 1965). Il a deux demi-frères cadets, Fernando et John Jr, issus du dernier mariage de son père, et une demi-sœur. Ses parents divorcent quand il a 5 ans. Le jeune Julian est alors éduqué par sa mère et son compagnon, le peintre Sam Adoquei.
Le premier membre des Strokes que Casablancas rencontre est Nikolai Fraiture : ils vont au même jardin d'enfants et deviennent amis au lycée français de New York. Alors qu'il a 14 ans, son père l'envoie à l'Institut Le Rosey, un internat en Suisse où il rencontre Albert Hammond Jr.. Ils ne sont pas spécialement proches mais Casablancas a l'idée d'inclure Albert Hammond Jr. dans le groupe lorsqu'ils se recroisent à Manhattan quelques années plus tard. Ils deviennent par la suite colocataires.
Lorsque Casablancas revient à New York après six mois passés à l'Institut Le Rosey, il prend des cours à la Dwight School de Manhattan. C'est là qu'il rencontre Fabrizio Moretti et Nick Valensi, qui plus tard deviendront membres des Strokes. Casablancas décide ensuite d'interrompre ses études pour se consacrer à la musique.

## The Strokes

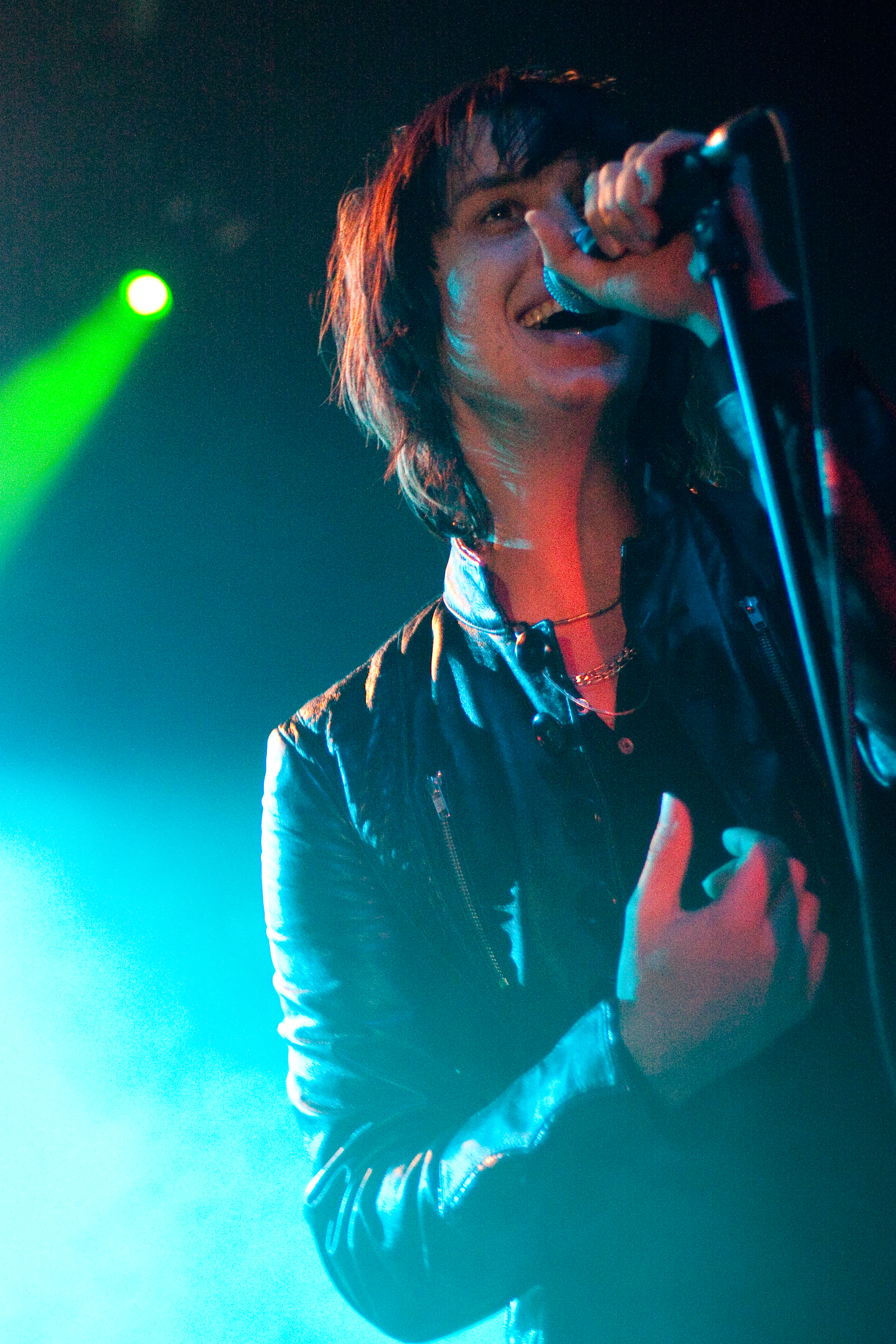
Julian Casablancas en concert.

En tant que leader des Strokes, Julian Casablancas a l'impact le plus important au sein du groupe et a la réputation d'être extrêmement méticuleux. Cependant, les membres du groupe admettent que Casablancas est devenu plus communicatif et plus ouvert à d'autres contributions.
Sa voix est singulière, tantôt traînante et d'une grâce fatiguée, tantôt emportée et s'élevant très haut dans les aigus. Ces deux « extrêmes » peuvent être entendus dans Juicebox par exemple, mais aussi dans la majorité des chansons (Take it or Leave it, Ize of the World, You Only Live Once…).
En 2002, il se blesse au genou et doit, par conséquent, faire plusieurs représentations sur un tabouret, y compris lors du concert des Strokes avec les White Stripes.

## Carrière solo et The Voidz

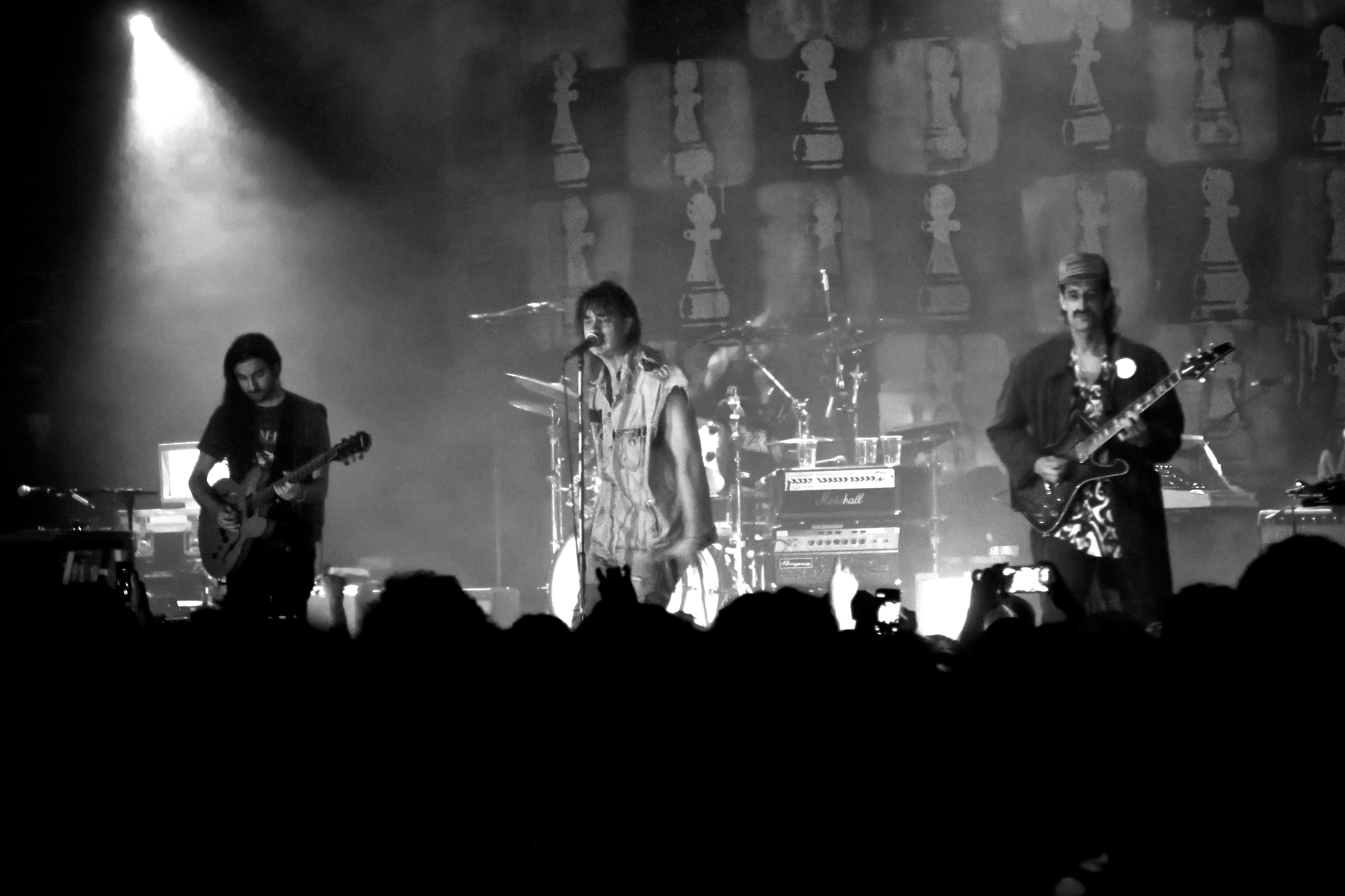
The Voidz en concert au Coronet (décembre 2014).

En juillet 2009, Julian Casablancas annonce ses débuts en solo. Produit par Jason Lader (Jay-Z, Coldplay) et, à un degré moindre, par Mike Mogis (Bright Eyes), son premier album s'intitule Phrazes for the young et s'inspire très librement du recueil d'Oscar Wilde, Phrases and Philosophies for the Use of the Young. Fin septembre de la même année, Casablancas poste sur sa page Myspace un premier extrait : 11th Dimension. Phrazes for the young sort le 3 novembre 2009.
En 2011, l'artiste compose la chanson I like the night pour accompagner le film publicitaire du parfum dB Decibel de la marque Azzaro dans lequel il apparait.
Casablancas est le créateur du label Cult Records. Le premier album sorti sur ce label est le second disque de The Virgins, en mars 2013.
L'année 2014 marque son retour avec un nouveau groupe nommé The Voidz. La chanson Human Sadness apparaît dans la bande originale du film She's Lost Control, projeté en avant-première au festival SXSW (Austin).
En mars et avril 2014, Julian Casablancas participe aux festivals Lollapalooza Chile et Argentina. Alors que le groupe Arcade Fire est en train de jouer à Buenos Aires, il se fait remarquer en s'invitant sur scène déguisé d'un masque,.
Le 23 septembre 2014, l'album Tyranny de Julian Casablancas + the Voidz sort. Les précommandes sont lancées à moins de 4 dollars.
En 2016, il reprend les chansons Run Run Run, White Light/White Heat et  Venus in Furs des Velvet Underground pour la bande son de la série télévisée Vinyl.
Le 8 décembre 2017, le groupe Julian Casablancas + The Voidz publie une vidéo annonçant un deuxième album.
Le 30 mars 2018, leur deuxième album Virtue sort et comporte 15 chansons portées principalement sur le ressenti de Julian Casablancas sur les problèmes de la société.
Le chanteur déclare dans une FAQ Reddit que Tyranny est le problème et que Virtue est la solution.
Sur certaines dates de leur tournée, le groupe fait la première partie du groupe français Phoenix ou encore du chanteur Beck.

## Collaborations avec d'autres artistes
En 2006, Julian Casablancas se joint au projet solo d'Albert Hammond Jr. en jouant de la guitare basse et en ajoutant des chœurs sur le morceau Scared de l'album Yours to Keep.
En 2007, il joue de la guitare numérique sur la chanson Sick Sick Sick du groupe Queens of the Stone Age.
En 2008, il enregistre avec Pharrell Williams de N.E.R.D. et Santigold  la chanson My Drive Thru, à l'occasion des cent ans de la marque Converse.
En 2009, il prête sa voix au titre Boombox de The Lonely Island pour leur album Incredibad.
En 2010, il écrit la chanson Little Girl pour l'album Dark Night of the Soul de Danger Mouse et Sparklehorse. De nombreux artistes collaborent également à cet album, dont David Lynch, Frank Black ou encore Iggy Pop.
En 2011, il produit la chanson Forrest Gump pour le duo allemand Digitalism extraite de l'album I Love You Dude.
En 2013, il travaille avec les Daft Punk sur le morceau Instant Crush issu de l'album Random Access Memories, où il chante, ainsi qu'écrit et apporte un solo de guitare. Lors de la cérémonie des Grammy Awards de 2014, l'album remporte le prix du meilleur album de l'année, avec Casablancas comme co-receveur du prix.
En 2015, il fait une reprise avec Jehnny Beth (du groupe Savages) de la chanson Boy-Girl du groupe punk danois Sort Sol.

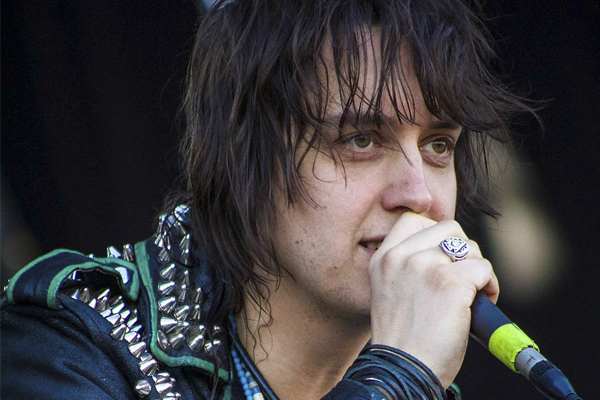
Julian Casablancas en 2017.

En 2017, il chante avec le groupe Exhibition sur le titre No One There.
En 2024, il apparaît dans l'album en:Brat and It's Completely Different but Also Still Brat de Charli XCX sur le titre "Mean girls".

## Vie privée
Julian Casablancas a fréquenté l'artiste Colleen Barry et la chanteuse Regina Spektor.
En 2005, il se marie à Juliet Joslin, l'assistante de la société de management qui s'occupe des Strokes. Il annonce son mariage à plusieurs concerts dont celui à Central Park, où il déclare avant de jouer la chanson Hard to explain : « I'm getting married and it's hard to explain! » (« Je vais me marier et c'est dur à expliquer ! »). Les Casablancas ont un garçon prénommé Cal, né le 21 janvier 2010. Leur deuxième garçon Zephyr est né le 27 mars 2015.
Julian Casablancas et Juliet Joslin divorcent en 2019.
Le chanteur a longtemps été alcoolique. Dans une interview pour le magazine NME en mars 2006, il déclare : « L'alcool a changé ma façon d'écrire et moi-même, en tant que personne, vous voyez ? Je ne voulais pas avoir l'esprit dérangé 24 heures sur 24 ». Sensiblement auto-destructeur pendant de longues années, il aurait désormais perdu de son aura sulfureuse.
La chanson de Courtney Love, But Julian, I'm a little bit older than you (2004), a été écrite au sujet de Julian Casablancas.
L'artiste-peintre Elizabeth Peyton l'a immortalisé sur une de ses toiles les plus célébrées, en 2006.
En juin 2016, Julian Casablancas affirme préférer faire des concerts surprise dans des bars à moitié vides que de jouer dans des grands festivals, tout comme, selon lui, 98 % des artistes.

## Influences et style musical
Julian Casablancas est un fan de Lou Reed et considère le Velvet Underground comme le plus grand groupe de rock de tous les temps. Par ailleurs, une de ses chansons préférées est A Change Is Gonna Come de Sam Cooke.
Ses influences musicales sont vastes : elles vont de Michael Jackson à The Doors en passant par Bob Marley. Il s'inspire des Variations sur un thème de Frank Bridge de Benjamin Britten, de rap old-school (le beat hip-hop de l'intro de Glass), de Marvin Gaye (la reprise avec les Strokes de Mercy Mercy Me en 2006), ou encore de Pearl Jam.